# 사랑과 어둠의 이야기 (영화)
《사랑과 어둠의 이야기》(A Tale of Love and Darkness)는 2015년 미국과 이스라엘 합작 드라마 영화이다. 아모스 오즈의 동명 자전소설을 원작으로 하고 있다. 내털리 포트먼이 감독과 주연을 맡았다.

## 출연

### 주연
- 나탈리 포트만
- 길라드 카하나
- 아미르 테슬러
- 모니 모쇼노브
- 오해드 놀러

### 조연
- 마크람 코우리
- 쉬라 하스
- 네타 리스킨
- 헨리 데이빗
- 로템 케이난